# Jolanda Gardino
Jolanda Gardino (Sampierdarena, 23 agosto 1919 – Genova, 28 gennaio 2003) è stata un mezzosoprano italiano.

## Biografia
Fu allieva del soprano Giannina Arangi-Lombardi. Iniziò la carriera nel 1944, e la Scala, dopo averla inclusa nel memorabile concerto di riapertura del 1946 diretto da Arturo Toscanini, la ebbe quasi subito tra i suoi elementi di maggior rilievo, specie per opere moderne e, comunque, poco o affatto tradizionali.
La voce, dal timbro chiaro e scorrevole, ma non potentissima, la rese ottima in ruoli brillanti e con tendenza al carattere tipo Preziosilla ne La forza del destino, che eseguì all'Arena di Verona nell'estate 1950 al fianco di Beniamino Gigli e a Ravenna quattro anni dopo con la formidabile accoppiata Maria Callas-Mario Del Monaco, e la Marchesa ne La figlia del reggimento, con cui debuttò all'Opera di Dallas nel 1960. Di questa opera esiste un Live Melodram dello stesso anno con l'orchestra della RAI di Milano.
Le caratteristiche della sua voce non le resero familiari i ruoli del grande repertorio, quelli verdiani in particolare, tipo Amneris, Azucena e Ulrica, che pur tuttavia non mancarono, specialmente nei suoi primi anni. Interpretò Dorabella nel Così fan tutte (al Festival di Aix-en-Provence nel 1948), Cherubino ne Le nozze di Figaro (tra l'altro nell'incisione Fonit Cetra del 1951), Charlotte nel Werther, Meg nel Falstaff, la Principessa nell'Adriana Lecouvreur, Marina nel Boris Godunov, il Capriccio straussiano, Eugenio Onegin, Il Socrate immaginario di Paisiello e Leonora in una occasionale Favorita eseguita in Algeria, e una remota Adalgisa belliniana al fianco di Norma-Maria Callas al Teatro Massimo Bellini di Catania nel 1950.
Maria Callas (con la quale sarebbe poi apparsa, nel ruolo di Zaida, nella edizione scaligera 1955 de Il turco in Italia di Rossini con una incisione discografica, forse la migliore in campo a tutt'oggi), secondo quanto raccontato dalla stessa Jolanda Gardino, la aiutò in quell'occasione ad emettere nel modo giusto le difficili e arabescate note della sacerdotessa belliniana.
Molti teatri lirici, oltre a quelli menzionati, ebbero la Gardino nei loro cartelloni: dall'Opera di Roma al Comunale, la Pergola di Firenze, dal Regio di Parma al San Carlo di Napoli al Verdi di Trieste al Donizetti di Bergamo al Massimo di Palermo alla Fenice di Venezia al Liceu di Barcellona, ecc. oltre al Carlo Felice della città natale.
Interpretò ruoli con tendenza al carattere, tipo Frugola ne Il tabarro pucciniano, la Cieca ne La Gioconda, l'Afra de La Wally, il Beppe de L'amico Fritz di Mascagni e l'Hänsel und Gretel di Humperdinck. Dopo queste opere, eseguite soprattutto nei primi anni, eseguì un cospicuo numero di opere moderne e contemporanee ovvero di operine da camera, di cui divenne un'interprete pregevole e insostituibile, in virtù anche dell'innata eleganza, del bagaglio stilistico e della simpatia e sicurezza recitativa.
Dei mezzosoprani, la Gardino risultò la più quotata in questo campo, cantando nella Mavra di Stravinsky, ne Le donne curiose di Ermanno Wolf-Ferrari, ne Il giocatore di Prokofiev, ne Il mantello di Luciano Chailly, ne Il gattopardo di Angelo Musco, in alcune partiture di Nino Rota tipo La visita meravigliosa e Il cappello di paglia di Firenze, nonché (tutte eseguite alla Scala) Il Cordovano di Goffredo Petrassi, La Regina Uliva di Nino Sanzogno, L'Orso Re di Luigi Ferrari-Trecate, Proserpina e Lo straniero di Castro, Il giudizio universale di Vieri Tosatti, Il campiello di Wolf Ferrari, Il console di Gian Carlo Menotti, le Sette canzoni di Gian Francesco Malipiero. Di queste esecuzioni, sovente si trattò della prima in assoluto.
Ritiratasi dalle scene negli anni settanta, di lei restano alcune incisioni: La Wally dal vivo nella famosa edizione scaligera del 1953 e in quella della RAI del 1960, Gli ugonotti pure della Rai, del 1956, nonché la registrazione del famoso concerto scaligero del 1946.

## Discografia parziale
- Catalani: La Wally (1953) - Jolanda Gardino/Mario del Monaco/Renata Scotto/Giorgio Tozzi/Melchiorre Luise/Carlo Maria Giulini, Milan Teatro alla Scala Orchestra e Coro/Renata Tebaldi/Giangiacomo Guelfi, IDIS
- Catalani: La Wally - Renata Tebaldi/Giacinto Prandelli/Jolanda Gardino/Dino Dondi/Pinuccia Perotti/RAI Chorus & Orchestra of Rome/Arturo Basile, Classical Moments
- Donizetti: La Figlia Del Reggimento (1960) - Giuseppe Campora/Anna Moffo/Giulio Fioravanti/Jolanda Gardino/Antonio Cassinelli/RAI Milano Orchestra & Chorus/Franco Mannino, Classical Moments

| Controllo di autorità | VIAF (EN) 8733465 · ISNI (EN) 0000 0001 1592 5696 · LCCN (EN) n82099736 · GND (DE) 13458869X · J9U (EN, HE) 987007334814005171 |